# 李玉玲
李玉玲（1957年—），女，汉族，中华人民共和国政治人物，中华民族团结进步协会副会长、北京新世纪成功集团董事长，第十一届全国政协委员。

## 生平
2008年，当选第十一届全国政协委员，代表中华全国归国华侨联合会，分入第二十五组。并担任民族和宗教委员会专委。